# Oberlungitz
Oberlungitz ist eine Ortschaft und eine Katastralgemeinde der Gemeinde Lafnitz im Bezirk Hartberg-Fürstenfeld in Steiermark. Die Ortschaft hat 203 Einwohner (Stand 1. Jänner 2024).

## Geografie
Das am Lungitzbach, einem Zubringer zur Lafnitz, gelegene Dorf befindet sich nordöstlich von Hartberg und wird von der Lungitztalstraße (L446) durchquert und der Thermenbahn tangiert. Die Haltestelle Lungitz-Wagendorf wurde im Zuge von Rationalisierungsmaßnahmen aufgelassen.

## Geschichte
Laut Adressbuch von Österreich waren im Jahr 1938 in Oberlungitz ein Gastwirt, ein Gemischtwarenhändler, eine Mühle samt Sägewerk, ein Schneider und eine Schneiderin, zwei Schuster, zwei Wagner und mehrere Landwirte ansässig.

## Siedlungsentwicklung
Zum Jahreswechsel 1979/1980 befanden sich in der Katastralgemeinde Oberlungitz insgesamt 54 Bauflächen mit 23.224 m² und 116 Gärten auf 188.929 m², 1989/1990 gab es 66 Bauflächen. 1999/2000 war die Zahl der Bauflächen auf 135 angewachsen und 2009/2010 bestanden 101 Gebäude auf 206 Bauflächen.

## Bauwerke
Die Ortskapelle zum Hl. Kreuz wurde 1835 erbaut. Im Chor befinden sich naive Malereien aus der Bauzeit. Sie steht unter Denkmalschutz (Listeneintrag).

## Bodennutzung
Die Katastralgemeinde ist landwirtschaftlich geprägt. 193 Hektar wurden zum Jahreswechsel 1979/1980 landwirtschaftlich genutzt und 128 Hektar waren forstwirtschaftlich geführte Waldflächen. 1999/2000 wurde auf 193 Hektar Landwirtschaft betrieben und 140 Hektar waren als forstwirtschaftlich genutzte Flächen ausgewiesen. Ende 2018 waren 178 Hektar als landwirtschaftliche Flächen genutzt und Forstwirtschaft wurde auf 146 Hektar betrieben. Die durchschnittliche Bodenklimazahl von Oberlungitz beträgt 40,8 (Stand 2010).